# Rain (Idol-låt)
Rain är en låt som framfördes av finalisterna Freddie Liljegren och Tusse Chiza i finalen av Idol 2019 och släpptes som singel till respektive person den 3 december 2019 på streamingtjänsten Spotify. Låten är den specialskrivna så kallade vinnarlåten till Idol 2019 och är skriven och producerad av Herman Gardarfve, Patrik Jean och Melanie Wehbe. Eftersom Chiza vann finalen kommer han att släppa låten som skivsingel och som singel från sitt kommande album, samt släppte låten på Itunes Store för nedladdning.

## Listplaceringar
| Lista (2019)      | Listplacering       |
| ----------------- | ------------------- |
| Sverigetopplistan | 63 (Tusses version) |